# Hustegafjärden

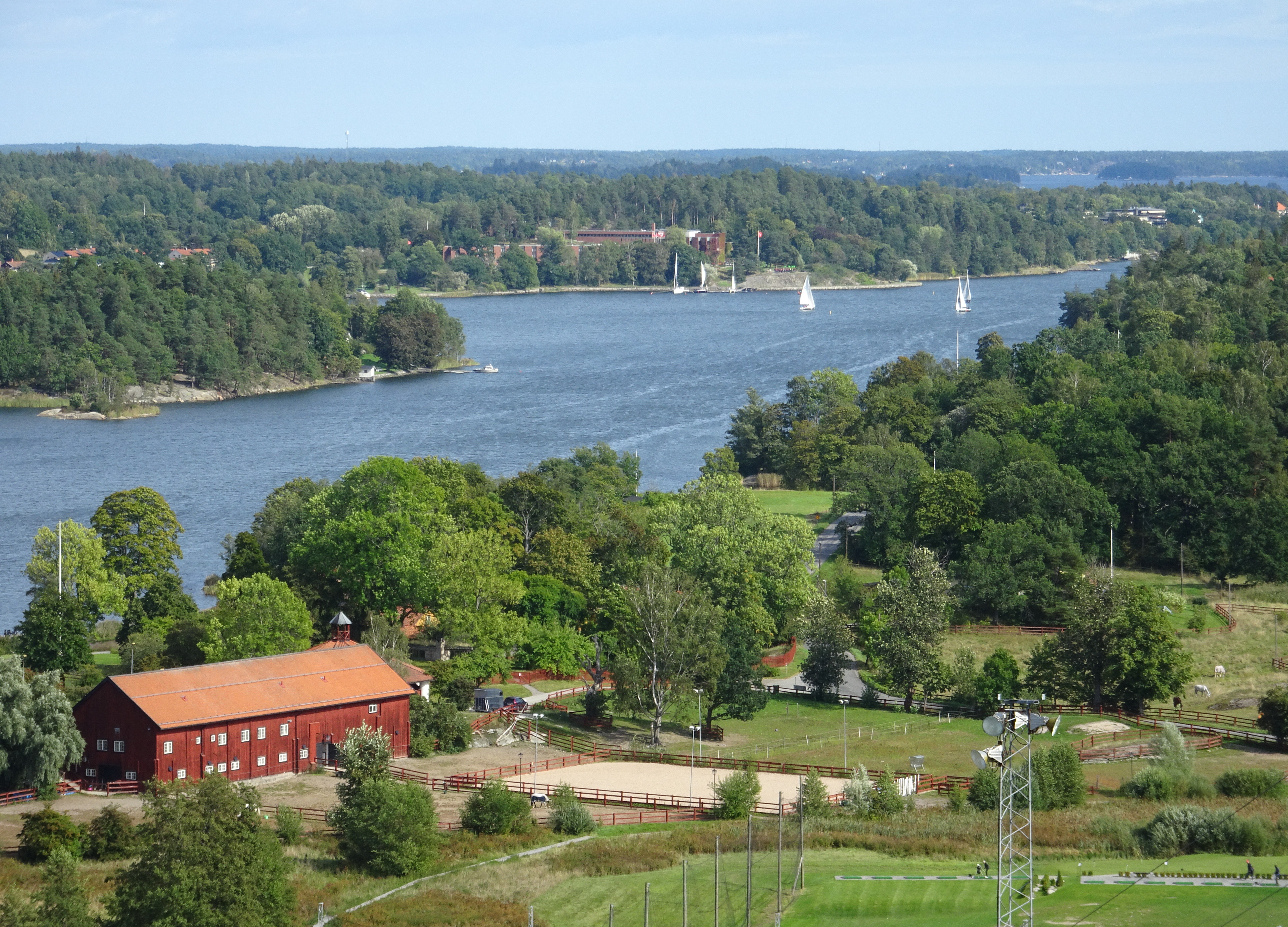
Hustegafjärden vy österut från Ekholmsnäsbacken, september 2021.

Hustegafjärden är en fjärd inom Lidingö stads vattenområde som gränsar i väster, i höjd med Hustegaholm, till Kyrkviken och till Höggarnsfjärden öster om Svanholmen. 

## Beskrivning

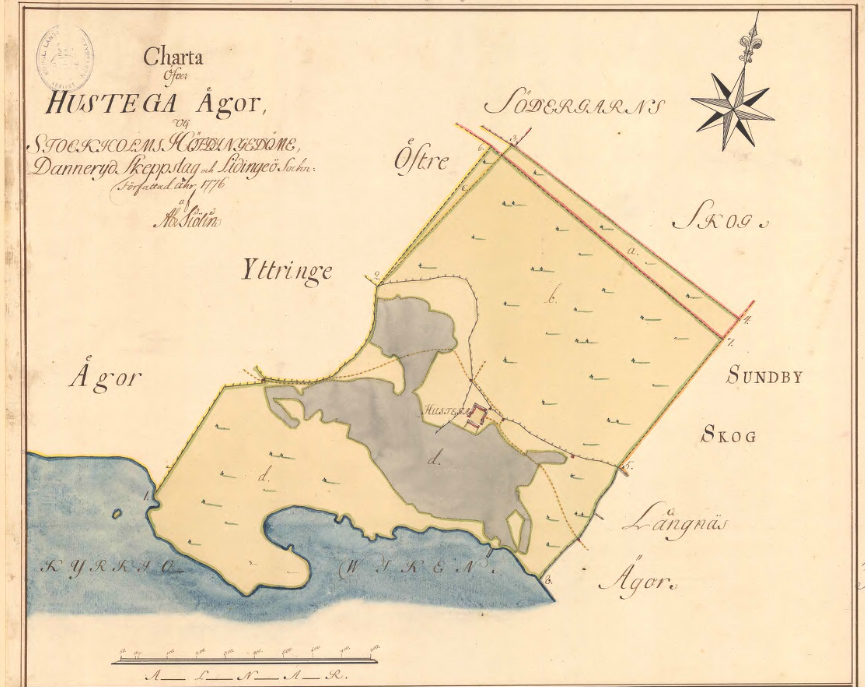
Hustega gård 1776 strax norr om Hustegafjärdens västra del som gett upphov till namnet Hustegafjärden och Hustegaholm som ingick i gårdens ägor.

Fjärden tillsammans med Kyrkviken utgör ett gränsområde mellan norra och södra Lidingös markområden. Vattenområdet är cirka 3 km (1,6 Nautiska mil) långt i väst-ostlig riktning och 200–300 meter brett i nord-sydlig riktning. Namnet har förmodligen sitt ursprung i lantbruksgården Hustega som införlivades med den närliggande gården Östra Yttringe gård i början på 1800-talet.
Långängen-Elfviks naturreservat som sträcker från södra Lidingö över till norra Lidingö innefattar en del av vattenområdet i Hustegafjärden inkluderande Gråviken. Utefter fjärdens norra strandområde ligger ett antal stora konferensanläggningar och några mindre bostadsområden med i huvudsak friliggande villor och radhus. Stranden närmast vattnet på den norra sidan av Hustegafjärden är skyddad mot bebyggelse med en anlagd strandpromenad som börjar i det inre av Kyrkviken och slutar i öster vid Elfviks gård, en sträcka på cirka 7 km. Fjärden trafikeras inte av några skärgårdsbåtar i reguljär trafik utan i huvudsak fritidsbåtar som har sin hemmahamn i det inre av Kyrkviken.  